# Viola odorata
La  violeta común o viola  (Viola odorata) es una especie del género Viola nativa de Europa y de Asia, e introducida en toda América.

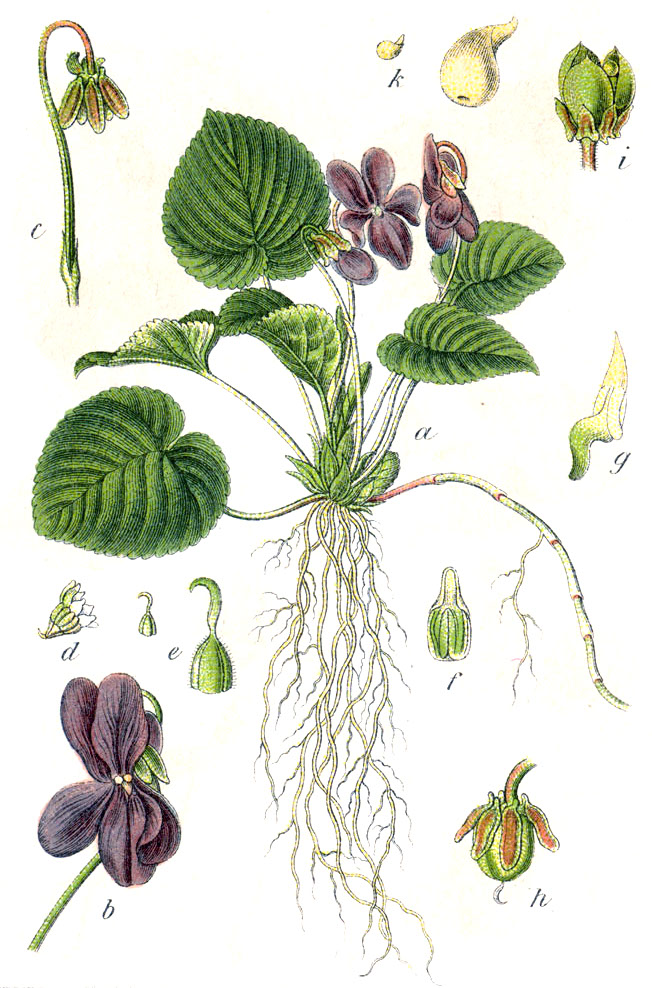
Ilustración.

## Descripción
Es una pequeña planta herbácea que alcanza los 10-15 cm de altura, sin tallo, con una raíz perenne y carnosa. Se propaga por medio de estolones. Las hojas son radicales, poseen un largo peciolo y un limbo acorazonado o reniforme. Las flores son grandes , de 2 cm de largo y llamativas y presentan un largo pedúnculo cuadrangular. Sus flores son olorosas con una aroma dulce, solitarias, de color violeta oscuro, irregulares y con cinco pétalos, dos de los cuales son erectos. El fruto es una cápsula con tres valvas que contienen numerosas semillas.
Tiene las siguientes variaciones con respecto a otras violas:
- las flores tienen un aroma dulce,
- las flores son normalmente violeta oscuro o blancas,
- las hojas y flores todas en rosetas basales,
- el estilo es ganchudo (y no termina con un apéndice redondeado),
- los peciolos son pilosos,
- la planta se sujeta con estolones (arriba de la tierra).

## Distribución y hábitat
Se la encuentra en bordes de bosques o en clareos; también se la llama "huésped no invitado" en campos sombreados y en jardines. Las flores aparecen muy temprano anticipando la primavera y finaliza un mes antes del verano.

## Taxonomía
Viola odorata fue descrita por Linneo y publicado en Species Plantarum 2: 934, en el año 1753.
Variedades
- Viola odorata var. sulfurea (Cariot) Rouy & Foucaud [1896]
- Viola odorata var. subcarnea Parl. [1890]
- Viola odorata var. propinqua (Jord.) Rouy & Foucaud [1896]
- Viola odorata var. jucunda (Jord.) Rouy & Foucaud [1896]
- Viola odorata var. floribunda (Jord.) Rouy & Foucaud [1896]
- Viola odorata var. dumetorum (Jord.) Boreau [1857]
- Viola odorata var. consimilis (Jord.) Rouy & Foucaud [1896]
- Viola odorata subsp. subcarnea (Jord.) Corb. [1894]
- Viola odorata subsp. stolonifera (J.J.Rodr.) Orell & Romo [1992]
- Viola odorata subsp. rierolae Sennen [1936]
- Viola odorata var. barraui O.Bolòs & Vigo [1974]

Sinónimos:
| - Viola sulfurea Cariot - Viola wiedemannii Boiss. [1867] - Viola tenerrima Halácsy & Braun - Viola sulphurea Cariot [1884] - Viola subcarnea Jord. [1852] - Viola suavissima Jord. [1852] - Viola stolonifera J.J.Rodr. [1878] - Viola sarmentosa M.Bieb. [1808] | - Viola propinqua Jord. [1852] - Viola martia Gilib. [1782] - Viola jucunda Jord. [1852] - Viola gonzaloi Sennen [1926] - Viola floribunda Jord. [1852] - Viola dumetorum Jord. [1852] - Viola consimilis Jord. [1852] - Viola martii subsp. odorata (L.) Schimp. & Spenn. |

## Propiedades

### Principios activos
Las flores contienen:
- mucílago, trazas de ácido salicílico, aceite esencial constituido por aldehídos y alcoholes alifáticos no saturados como nonadienal, nonadienol y octodienol, eugenol, alcohol bencílico, y una cetona no saturada (la parmona ) que es parecida a las ironas que se encuentran en los lirios /Iris spp.),  pigmentos antociánicos (glucósido de la delfinidina) responsables del color,  flavonoides (rutósido o rutina) y pigmentos carotenoides.[3]

La raíz contiene:
- Saponósidos y alcaloides.[3]

## Usos

### Usos cosméticos
El aceite esencial de la hoja y flor de violeta se emplea en cosmética (champús, cremas corporales, jabones...), perfumería y ambientadores. Ejemplos de perfumes que usan estos componentes son: Apres l'Ondee de Guerlain, Ultraviolet de Paco Rabanne y Halloween (flores de violeta); Fahrenheit de Dior y Green Irish Tweed de Creed (hojas de violeta).

### Usos alimentarios
En muchas confiterías de España, se elaboran caramelos de color violeta, con forma de flor, elaborados a base de esencias de violeta. 

### Usos medicinales
Se utiliza en:
- Afecciones respiratorias (resfriado, gripe, bronquitis, faringitis, asma, etc)
- Afecciones del aparato digestivo (gastritis, úlcera gastroduodenal, etc)
- En dosis elevadas es emético y discretamente laxante.

## Nombre común
Alhelí, clavelina, viola, viola común, viola de olor, viola olorosa, violeta, violeta acopada, violeta aromática, violeta blanca, violeta común, violeta de olor, violeta de olor o común, violeta doble, violeta olorosa, violeta purpúrea, violetas, violeta verdadera, violetones, viroletas.